# Os Gêmeos

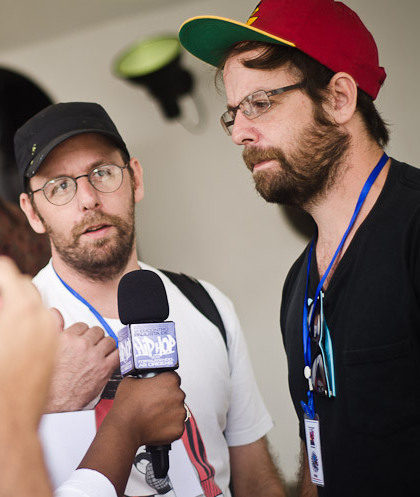
Os Gêmeos no VI Encontro Paulista de Hip Hop (2012)

Os Gêmeos são uma dupla de irmãos grafiteiros de São Paulo, nascidos em 1974, cujos nomes reais são Otávio Pandolfo e  Gustavo Pandolfo. Formados em desenho de comunicação pela Escola Técnica Estadual Carlos de Campos, começaram a pintar grafites em 1990 no bairro em que cresceram, o Cambuci, e gradualmente tornaram-se uma das influências mais importantes na cena paulistana, ajudando a definir um estilo brasileiro de grafite.
Os trabalhos da dupla estão presentes em diferentes cidades dos Estados Unidos, Inglaterra, Alemanha, Grécia, Cuba, entre outros países. Os temas vão de retratos de família à crítica social e política; o estilo formou-se tanto pelo hip hop tradicional como pela pichação.
Em 22 de maio de 2008, executaram a pintura da fachada da Tate Modern, de Londres, para a exposição Street Art, juntamente com o grafiteiro brasileiro Nunca, o grupo Faile, de Nova York; JR, de Paris; Blu, da Itália; e Sixeart, de Barcelona.

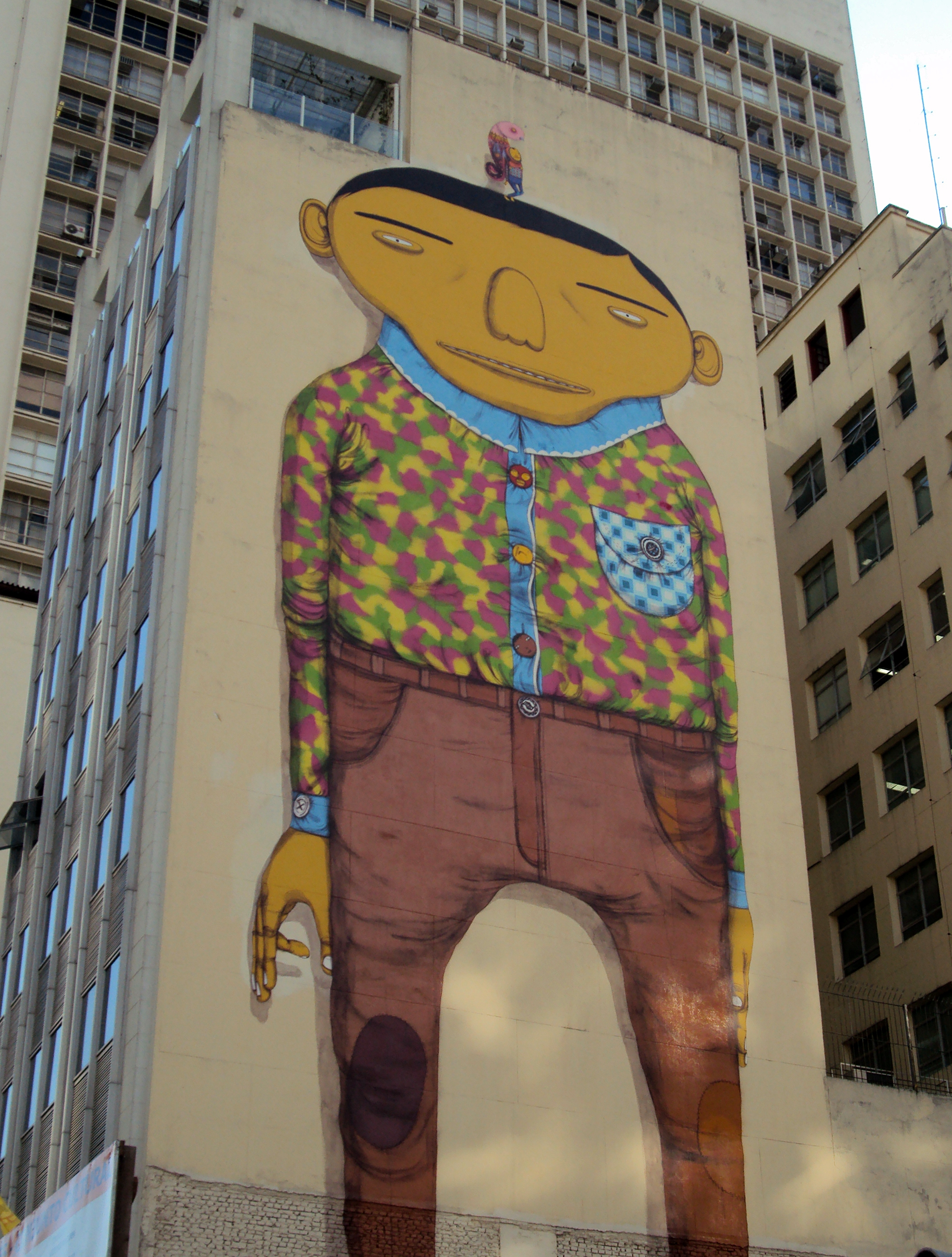
O Estrangeiro - Vale do Anhangabaú, São Paulo (posteriormente removido)